# لوح شوكي
لوح شوكي، هي أداة لمعالجة المرضى تستخدم أساسًا في رعاية الصدمات قبل المستشفى.
تم تصميمه لتوفير دعم متين أثناء حركة الشخص الذي يشتبه في إصابات العمود الفقري أو أطرافه. هم الأكثر استخدامًا من قِبل طاقم الإسعاف، وكذلك رجال الإنقاذ ودوريات التزلج. تاريخيا، كانت تستخدم اللوحات الخلفية في محاولة «لتحسين وضع» الشباب، وخاصة الفتيات.
بسبب عدم وجود أدلة تدعم الاستخدام طويل الأجل، تتناقص ممارسة إبقاء الأشخاص على ألواح طويلة لفترات طويلة من الزمن..

## استخدام الاستخراج
تم تصميم اللوحة الخلفية للعمود الفقري في الأصل كجهاز لإزالة الأشخاص من السيارة. بعد وقت، تم ببساطة إبقاء الناس على لوح العمود الفقري للنقل دون أدلة تدعم هذه الحاجة.

## الاستخدام الطبي
يشار في المقام الأول إلى لوحة العمود الفقري للاستخدام الحكيم لنقل الأشخاص الذين قد يكون لديهم إصابة في العمود الفقري، وعادة بسبب آلية الإصابة، والفريق الحاضر غير قادر على استبعاد إصابة العمود الفقري. يجب نقل الشخص من السبورة إلى سرير المستشفى في أقرب وقت ممكن. لأسباب تتعلق بالراحة والأمان، يوصى بنقل الشخص إلى مرتبة مفرغة بدلاً من ذلك، وفي هذه الحالة يتم استخدام نقالة حلزونية أو لوح طويل العمود الفقري في عملية النقل.

## الآثار الجانبية
تشمل المشكلات السريرية الشائعة التي يتم العثور عليها مع الألواح الشوكية تطور قرحة الضغط وعدم كفاية تقييد حركة العمود الفقري والألم والانزعاج والتسوية التنفسية والآثار على جودة التصوير الإشعاعي. لهذا السبب، فإن بعض المهنيين ينظرون إليهم على أنهم غير مناسبين للمهمة، ويفضلون البدائل.
من المستحسن ألا يقضي أي مريض أكثر من 30 دقيقة على لوح العمود الفقري، بسبب تطور الشعور بعدم الراحة وتقرحات الضغط.
تم اختراع الألواح الخلفية لتكون «سطحًا مصقولًا للغاية» لنقل الشخص إلى سرير EMS، وليس لاستخدامه كجهاز تأمين للعمود الفقري.

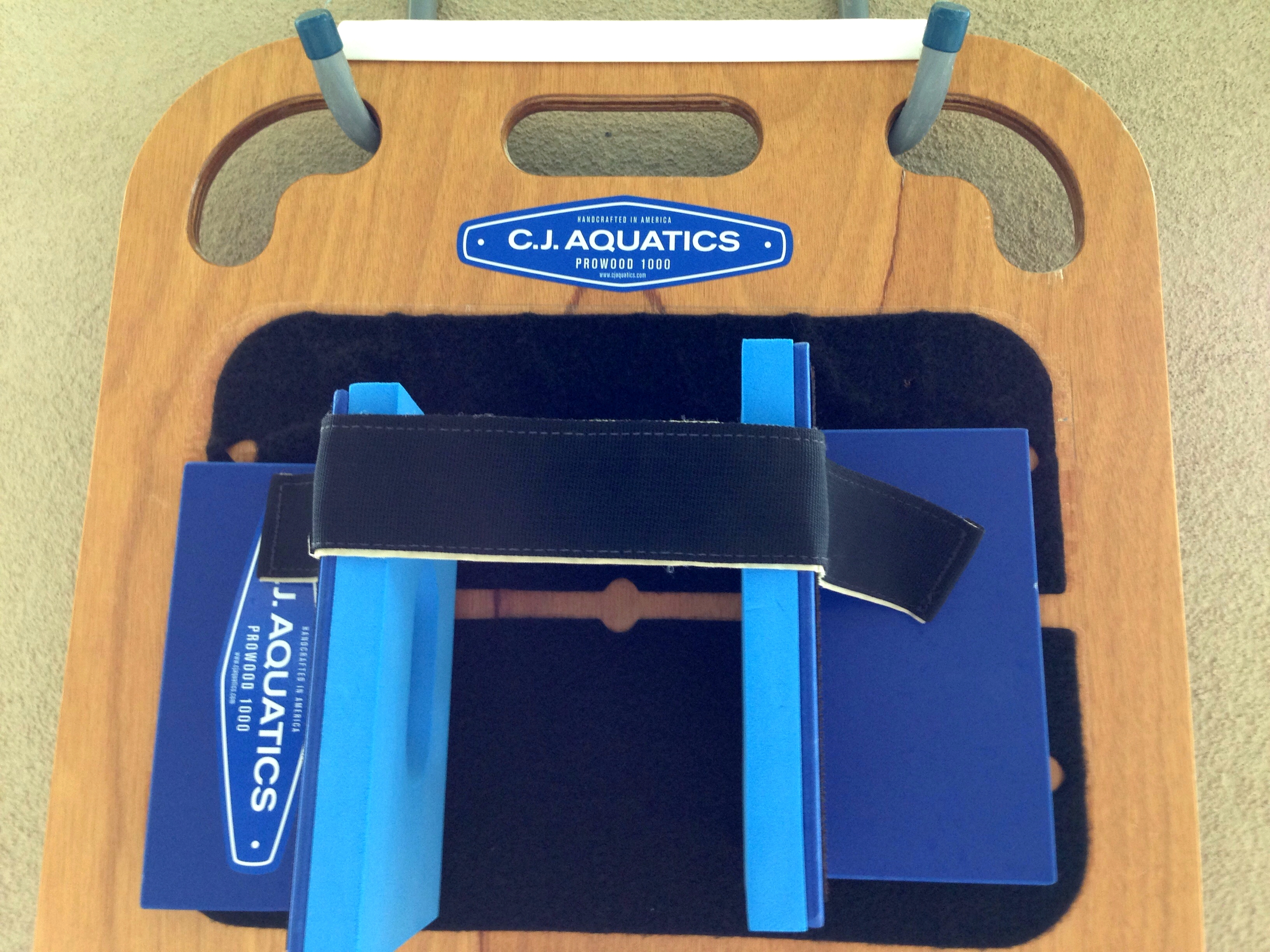
Head immobilizer at the top of the backboard.

## أعمال البناء
تستخدم الألواح الخلفية دائمًا تقريبًا مع الأجهزة التالية:
- طوق عنق الرحم مع الحشوة القذالي حسب الحاجة ؛
- دعامات الرأس الجانبية، مثل البطانية المدلفنة أو كتل الرأس (رأس مانع الحركة) المصممة خصيصًا لهذا الغرض، وتستخدم لتجنب الدوران الجانبي للرأس ؛
- الأشرطة لتأمين المريض على لوحة العمود الفقري الطويل، وشريط لتأمين الرأس

عادةً ما تكون ألواح العمود الفقري مصنوعة من الخشب أو البلاستيك، على الرغم من وجود تحول قوي بعيدًا عن الألواح الخشبية نظرًا لارتفاع مستوى الصيانة اللازمة للحفاظ عليها في حالة صالحة للعمل وحمايتها من التشققات وغيرها من العيوب التي قد تؤوي البكتيريا.
تم تصميم اللوحات الخلفية لتكون أوسع قليلاً وأطول من جسم الإنسان المتوسط لاستيعاب الأشرطة الشلل، ولها مقابض لحمل المريض. تم تصميم معظم اللوحات الخلفية لتكون شفافة تمامًا للأشعة السينية حتى لا تتداخل مع الفحص بينما يتم ربط المرضى بها. إنها خفيفة بدرجة كافية ليحملها شخص واحد بسهولة، وعادة ما تكون مزدهرة.

## البدائل
راش الفراغ قد يقلل من الضغوط المقدسة مقارنة مع اللوحات الخلفية. إن الطبيعة المطابقة للفراش الفراغي تعني أنه يمكن إبقاء الناس مشلولين عليه لفترات أطول من الوقت وأن الحركة توفر الاستقرار والراحة الفائقة. جهاز تخليص كندريك هو بديل آخر.